# Catephia xanthophaes
Catephia xanthophaes är en fjärilsart som beskrevs av Bethune-Baker 1911. Catephia xanthophaes ingår i släktet Catephia och familjen nattflyn. Inga underarter finns listade i Catalogue of Life.